# إيوان كنور
إيوان كنور (بالألمانية: Iwan Knorr)‏ هو معلم موسيقى وملحن ألماني، ولد في 3 يناير 1853 في Gniew ‏ في بولندا، وتوفي في 22 يناير 1916 في فرانكفورت في ألمانيا.

## وصلات خارجية
- إيوان كنور على موقع ميوزك برينز (الإنجليزية)